# Gramàtica del suec
La gramàtica del suec és típica de les llengües germàniques.
Els substantius i adjectius suecs es declinen en gèneres i nombre. Els substantius pertanyen a un d'entre dos gèneres – comú per la forma en i neutre per la forma ett. – que també determinen la declinació dels adjectius. Per exemple, la paraula fisk (peix) és un substantiu comú (en fisk) i pot tenir les següents formes:
|                  | Singular | Plural   |
| ---------------- | -------- | -------- |
| Forma indefinida | fisk     | fiskar   |
| Forma definida   | fisken   | fiskarna |

La forma definida singular d'un substantiu es crea afegint un sufix (-en, -n, -et o -t), depenent del seu gènere i de si el substantiu acaba en vocal o no. Els articles definits den, det i de s'utilitzen per variar la definitud d'un substantiu. Poden servir de pronoms demostratius o determinant quan se'ls usa amb adverbis com här (aquí) o där (allà) per formar den/det här (que també pot ser denna/detta; "aquest"), den/det där (que també pot ser dessa; "aquests") o de där ("aquells"). Per exemple, den där fisken significa "aquell peix" i es refereix a un peix específic; den fisken és menys definit i significa "aquell peix" en un sentit més abstracte, com ara "aquell conjunt de peixos"; mentre que fisken vol dir "el peix". En certs casos, la forma definida indica possessió, per exemple, jag måste tvätta händerna ("m'he de rentar les mans").
Els adjectius es declinen en dues flexions: – definit i indefinit – i han de concordar amb el substantiu que modifiquen en gènere i en nombre. Les formes indefinida neutra i plurals d'un adjectiu es formen afegint un sufix (-t o -a) a la forma comuna de l'adjectiu; per exemple, en grön stol (una cadira verda), ett grönt hus (una casa verda), o gröna stolar (cadires verdes). La forma definida d'un adjectiu és idèntica a la forma indefinida plural, com a den gröna stolen (la cadira verda), det gröna huset (la casa verda) i de gröna stolarna (les cadires verdes). L'adjectiu irregular liten (petit) es declina diferentment:
| Singular comú    | Singular neutre | Plural |     |
| ---------------- | --------------- | ------ | --- |
| Forma indefinida | liten           | litet  | små |
| Forma definida   | lilla           | lilla  | små |

Els pronoms personals suecs tenen distinció de gènere en la tercera persona del singular i presenten una forma nominativa, una de genitiva i una d'objecte. Aquestes són les formes nominativa, genitiva i d'objecte del pronom hon (ella):
hon - hennes - henne
La possessió s'expressa amb la partícula enclítica -s, que s'afegeix al final d'un sintagma nominal (possiblement complex). En el llenguatge escrit, tanmateix, els llibres d'estil no solen recomanar afegir l'enclític a cap altre substantiu que no sigui el nucli del sintagma; però això és habitual en el llenguatge oral.
mannen; "l'home"
mannens hatt; "el barret de l'home"
mannen i grå kavaj; "l'home amb un vestit gris"
mannen i grå kavajs hatt; "el barret de l'home amb un vestit gris"
Els verbs es conjuguen segons el temps. Un grup de verbs (els que acaben en -er en el present) tenen una forma imperativa especial, tot i que en la majoria de verbs aquesta forma és idèntica a l'infinitiu. L'ús del participi absolut i el participi actiu com a adjectius és molt comú:
Participi absolut: en stekt fisk; "un peix fregit"
Participi actiu: en stinkande fisk; "un peix pudent"
A diferència del català i moltes altres llengües, el suec no utilitza el participi absolut per formar el perfet d'indicatiu i altres temps perfets. El verb auxiliar ha precedeix una forma especial, denominada supí, utilitzada únicament per aquesta fi (tot i que sol ser igual al participi absolut):
Participi absolut: målad; "pintat" - supí målat, perfet compost har målat; "ha pintat"
Participi absolut: stekt, "fregit" - supine stekt, perfet compost har stekt; "ha fregit"
En canvi, el participi absolut serveix per formar la veu passiva composta.
En una clàusula subordinada, el verb auxiliar ha és opcional i se'l sol ometre, particularment en la llengua escrita.
Jag ser att han (har) stekt fisken; "Veig que ell (ha) fregit el peix"
A vegades s'usa el mode subjuntiu amb certs verbs, però cada cop és més rar i pocs parlants consideren el grapat de verbs d'ús habitual (com ara vore o månne) com a conjugacions diferents, i la majoria ja només existeixen com a idiotismes.
La manca de casos en suec és compensada per una gran varietat de preposicions, similars a les de l'anglès. Com en l'alemany modern, les preposicions solien determinar el cas en suec, però aquest tret només continua existint en expressions com ara till sjös (genitiu) o man ur huse (datiu singular), tot i que algunes d'elles encara són bastant comunes.
Com que el suec és una llengua germànica, la sintaxi presenta semblances a la de l'anglès i l'alemany. Com l'anglès, el suec té un ordre de paraules bàsic de Subjecte Verb Objecte, però com l'alemany, utilitza un ordre de verb segona paraula en clàusules principals, com ara després d'adverbis, sintagmes adverbials i proposicions subordinades. Els sintagmes preposicionals segueixen un ordre lloc manera temps, com en anglès i a diferència de l'alemany. Els adjectius precedeixen el substantiu que modifiquen.